# Rouge Dragon Pursuivant
Rouge Dragon Pursuivant of Arms in Ordinary è un incarico dell'araldica britannica.

## Detentori dell'incarico
Tra parentesi sono indicate le date di durata dell'incarico della persona o il sovrano regnante presso il quale egli prestò servizio.
- (Enrico VII) William Tyndale o Tendale
- (Enrico VII/Enrico VIII) Thomas Bysley
- (1521) William Hasyng o Hastings
- 1530-1536 Thomas Mylner o Milner o Miller
- 1536-1539 Fulk ap Howell
- 1539-1553 Martin Maroffe
- 1553-1564 William Colbarne o Cowarne
- 1564-1574 Edmund Knight
- 1574-1588 Nicholas Paddy
- 1588-1597 John Raven
- 1597-1618 William Smith
- 1618-1624 John Philipot
- 1624-1638 Thomas Thompson
- 1638-1661 William Crowne
- 1661-1676 Francis Sandford
- 1676-1677 Thomas May
- 1677-1689 Gregory King
- 1689- Peers Mauduit
- (Guglielmo III) Hugh Clopton
- (Guglielmo III) John Hare
- 1704- Dudley Downs
- (Giorgio I) Arthur Shepherd
- 1756-1758 Henry Hill
- 1758-1763 Thomas Sherrif
- 1763-1774 Thomas Locke
- 1774-1780 Ralph Bigland, il giovane
- 1780-1786 Benjamin Pingo
- 1786-1797 James Monson Philips
- 1797-1813 James Cathrow
- 1813-1820 Charles George Young
- 1820-1833 Francis Townsend
- 1833-1833 James Rock
- 1833-1848 Thomas William King
- 1848-1859 Edward Stephen Dendy
- 1859-1870 George Edward Cokayne, Scudiero, FSA
- 1870-1880 Sir William Henry Weldon, KCVO, FSA
- 1880-1886 Sir Alfred Scott Scott-Gatty, KCVO, KJStJ, FSA
- 1886-1893 Sir Albert William Woods, GCVO, KCB, KCMG, KGStJ, FSA
- 1893-1911 Everard Green, Scudiero, FSA
- 1911-1919 Sir Algar Henry Stafford Howard, KCB, KCVO, MC, TD
- 1919-1922 Lt. Alexander Warren Drury Mitton
- 1922-1926 Sir John Dunamace Heaton-Armstrong, MVO
- 1926-1941 Eric Neville Geijer, Scudiero, MC, FSA
- 1946-1951 Michael Roger Trappes-Lomax, Scudiero, FSA
- 1952-1962 Robin Ian Evelyn Milne Stuart de la Lanne-Mirrlees, Scudiero
- 1962-1968 Sir Conrad Marshall John Fisher Swan, KCVO, PhD, FSA
- 1970-1978 Theobald Mathew, Scudiero
- 1978-1989 Patric Laurence Dickinson, Scudiero
- 1989-1995 Timothy Hugh Stewart Duke, Scudiero
- 1998-2010 Clive Edwin Alexander Cheesman, Scudiero, PhD